# Vila Eliška
Vila Eliška, původně vila Rosenfeld, později přejmenována na vilu Elisabeth, stojí v ulici Krále Jiřího 2a, č. p. 972, ve čtvrti Westend v Karlových Varech. Byla postavena v roce 1896.

## Historie

### Vznik 1896
Ve vznikající vilové čtvrti Westend v tehdejší ulici Eduard Knoll-Strasse, dnes Krále Jiřího, zakoupil dne 24. srpna 1893 za 33 tisíc zlatých jednu z vytyčených parcel Leopold Rosenfeld. Již v roce 1896 zde měl postavenu vilu, kterou nazval svým jménem – vila Rosenfeld.
Vzhledem k tomu, že po druhé světové válce objekt sloužil jako vojenská nemocnice, nedochovala se původní plánová dokumentace a není tedy známo ani jméno autora projektu. Časově i výrazově však stavba navazuje na sousední vilu Schäffler (později přejmenovánu na Chopin).
Dvoupatrový objekt byl postaven na pravidelném obdélném půdorysu s výrazným asymetrickým řešením a doplněn lodžiemi, balkony, pavlačemi, arkýři a věžicemi. Reprezentační vstup byl původně situován směrem do Sadové ulice. Arkádovou lodžii podpíraly toskánské sloupy s klasickým schodištěm saly terreny. Objekt byl zastřešen pomocí štítů a bohatého hrázdění.

### Přístavba 1911–1912
V letech 1911–1912 přistavěl architekt a stavitel Karl Heller pro Marii Rosenfeld nové koupelny.

### Podkroví 1920
V roce 1920 došlo k další větší přístavbě. Bylo upraveno zejména podkroví pro další majitele, jimiž se stali Hans Wiederer a Elisabeth Wiederer, rozená Rosenfeld. Střechy byly přebudovány na mansardové a pod nimi byly zřízeny nové místnosti osvětlené vikýři s trojúhelnými frontony. Touto přestavbou byly s hrázděnými štíty odstraněny i hrázděné konstrukce podkroví, čímž objekt získal i nový vzhled. Též v této době došlo k jeho přejmenování na vilu Elisabeth.
Ve dvacátých a třicátých letech 20. století se několikrát proměnili majitelé. Roku 1924 to byli Elisabeth Rosenfeld a Richard a Pavla Neumannovi, v roce 1930 byli zapsáni Paula, Walter a Elisabeth Neumanovi a roku 1935 Karoline Baier, dr. Robert a Leopoldine Müllerovi.

## Současnost

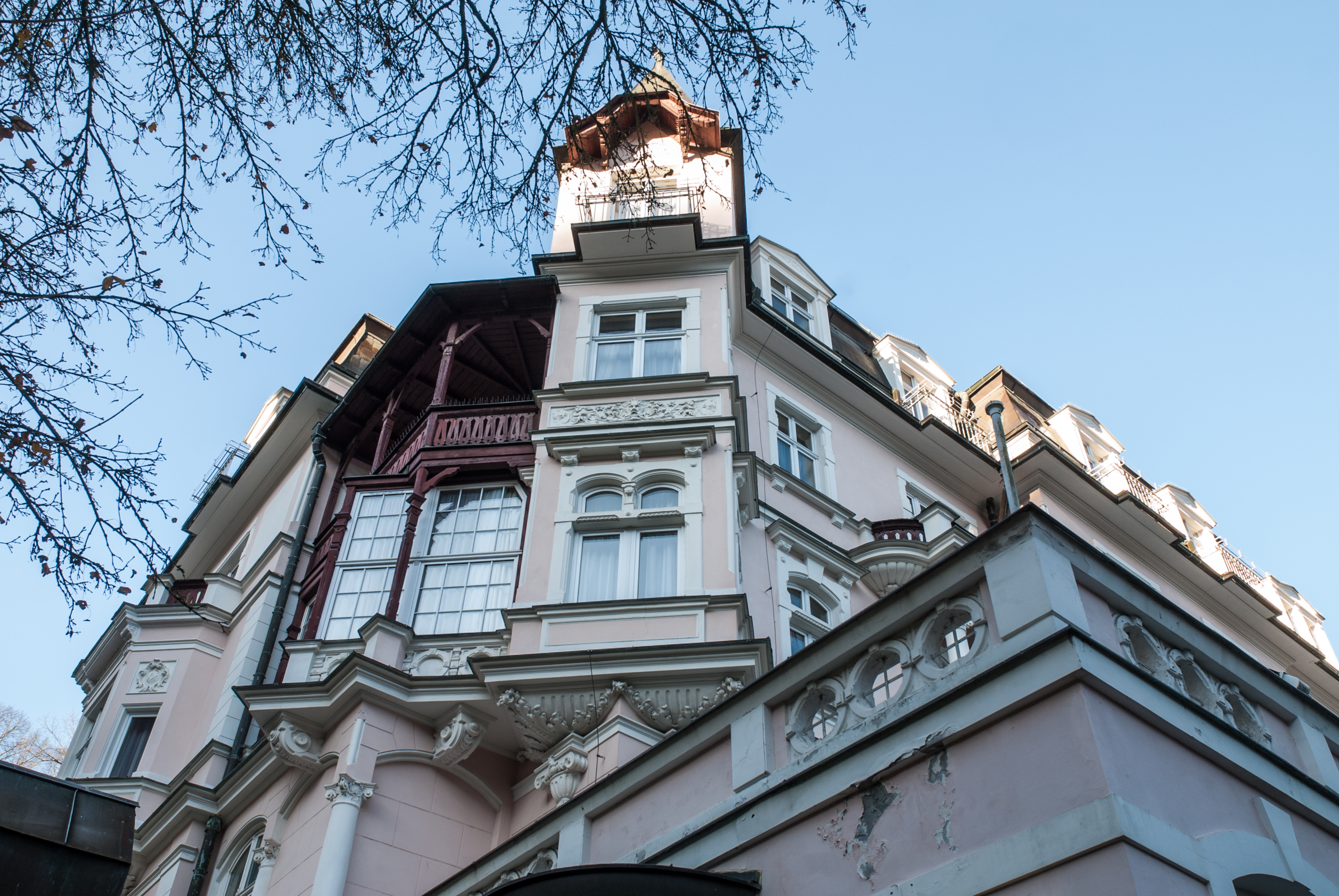
Nároží do Sadové ulice (pohled od východu)

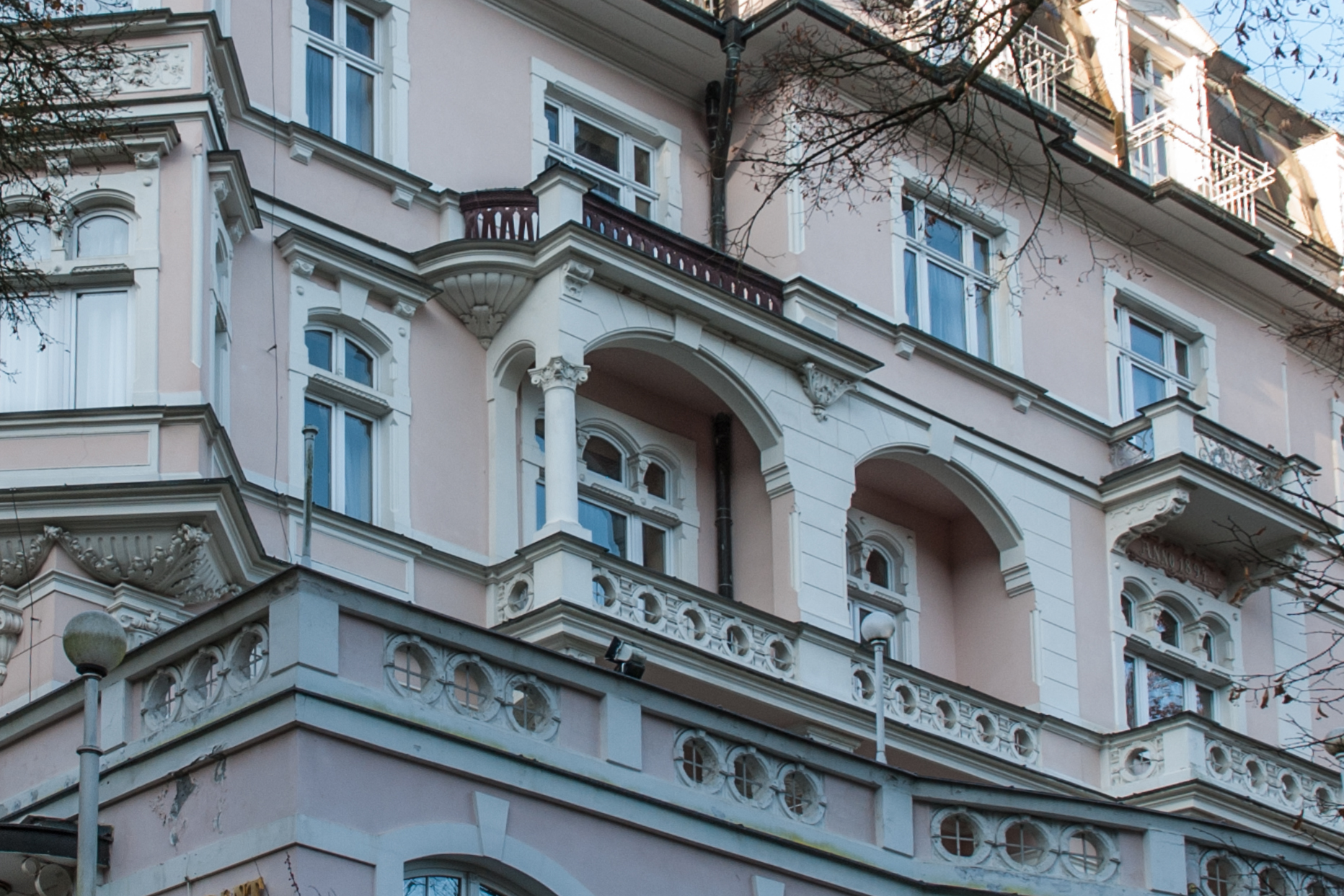
Detail průčelí do Sadové ulice

Po druhé světové válce v rámci vyvlastnění soukromého majetku byl dům přejmenován, resp. došlo k počeštění výrazu Villa Elisabeth na vilu Eliška. Dům měl nějaký čas národní správkyni Marii Hrbkovou, která inzerovala „odborné masáže v domě“.
Objekt později převzala vojenská správa a provozovala ve vile vojenskou nemocnici. Ta brzy získala po odborné stránce velmi dobrou pověst.
Po sametové revoluci v roce 1989 se vila Eliška stala soukromým lázeňským hotelem.
Díky úpravám, hlavně těm ve dvacátých letech a po druhé světové válce, se v interiéru vily nezachovalo mnoho původních prvků. Ve vestibulu se dochovaly niky s mušlemi v konchách. Zachovaná jsou i schodišťové kované zábradlí a štuková zrcadla na stěnách. Z uměleckořemeslných prvků zůstaly pouze vstupní dveře s historizujícím dekorem.
V současnosti (únor 2021) je vila evidována jako objekt občanské vybavenosti ve vlastnictví společnosti Eliška Karlovy Vary s. r. o.